# Kovács Pál (gépészmérnök)
Kovács Pál (Bácsföldvár, 1848. január 25. – Herkulesfürdő, 1930 március) gépészmérnök, MÁV-főmérnök, országgyűlési képviselő.

## Élete
Bácsföldváron született, ahol apja, Kovács Pál birtokos volt. Technikai tanulmányait a zürichi műegyetemen végezte; 1875-ben mint mérnök belépett a tiszavidéki vasúthoz, ahol fontosabb technikai problémák megoldásával bízták meg. A tiszavidéki vasutak államosítása után Budapestre került, ahol az elektrotechnikai tudományoknak szentelte idejét. Az államvasutak megbízásából többször tett utazásokat; Francia-, Olasz- és Németországban, Angliában, Belgiumban és Németalföldön; nemkülönben a mérnökegylet részéről kiküldetett Francia-, Olaszországba és Svájcba az elektromos átvitel tanulmányozása végett. Később pedig beutazta az Amerikai Egyesült Államokat, Kanadát, Afrikát és a nyugat-európai államokat, szintén a kormány kiküldetése folytán. 1894-től a kereskedelemügyi minisztérium műszaki osztályában a villamos és egyéb speciális vasutak műszaki előadója volt és részt vett a budapesti földalatti villamos vasút tervezésében és építésének vezetésében. 1896-ban Zenta város választotta meg mint szabadelvű országgyűlési képviselőt.

## Írásai
Cikkei a Magyar Mérnök- és Építészegylet Közlönyében (1881. A volt tiszavidéki vasut Kaba nevű locomotivjának átalakításáról, 1883. A vasuti locomotivok vonóerejének, a vonatok ellenállásának és megterheltetésének kiszámításáról, 1884. A Nepilly sat., 1887. több czikk, 1888. A Dobbs-féle füstemésztő készülék, tekintettel a tüzelő-anyaggal való takarékosságra. 1890. Az elektromos erőátvitelről, 1892. Válasz a Specialista mérnök kiképezéséről szóló czikkre, 1893. Amerikából öt levél, Az amerikai városok utczaburkolatai.)

## Munkái
- Az elektrotechnika kézikönyve. Budapest, 1890
- Amerikai tanulmányutam. Budapest, 1894. 82 szövegábrával. (Ism. P. Hirlap 218. sz.)